# Ophiuche cachialis
Ophiuche cachialis är en fjärilsart som beskrevs av William Schaus 1912. Ophiuche cachialis ingår i släktet Ophiuche och familjen nattflyn. Inga underarter finns listade i Catalogue of Life.